# Dicranota lucidipennis
Dicranota (Ludicia) lucidipennis là một loài ruồi trong họ Pediciidae. Chúng phân bố ở vùng sinh thái Palearctic.